# 立白

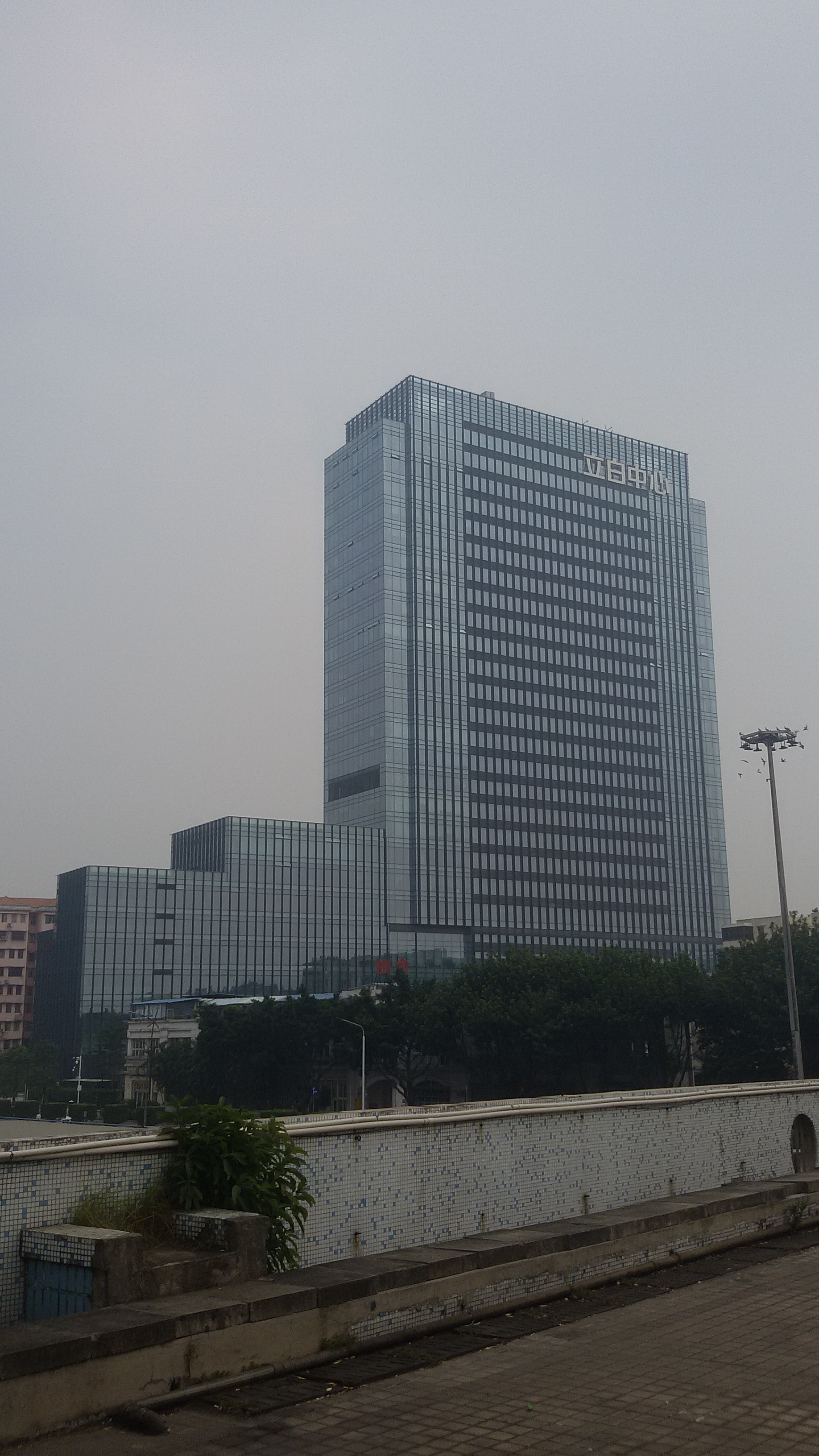
廣州立白企業集團總部設於广州市立白中心

廣州立白企業集團有限公司，是中國大陸的化工日用品生產商，知名產品包括立白洗衣粉、肥皂、牙膏、洗潔精、廁紙、殺虫水等。
廣州立白企業成立於1994年，現有員工1万余人，總部位於廣州市荔灣區。在2005年，立白洗潔精市場佔有率是前列。

## 分公司
- 广州超威日化股份有限公司
- 天津蓝天集团股份有限公司（前身为天津同昌行，于2005年收购[2]）
- 上海新高姿化妆品有限公司

## 旗下品牌

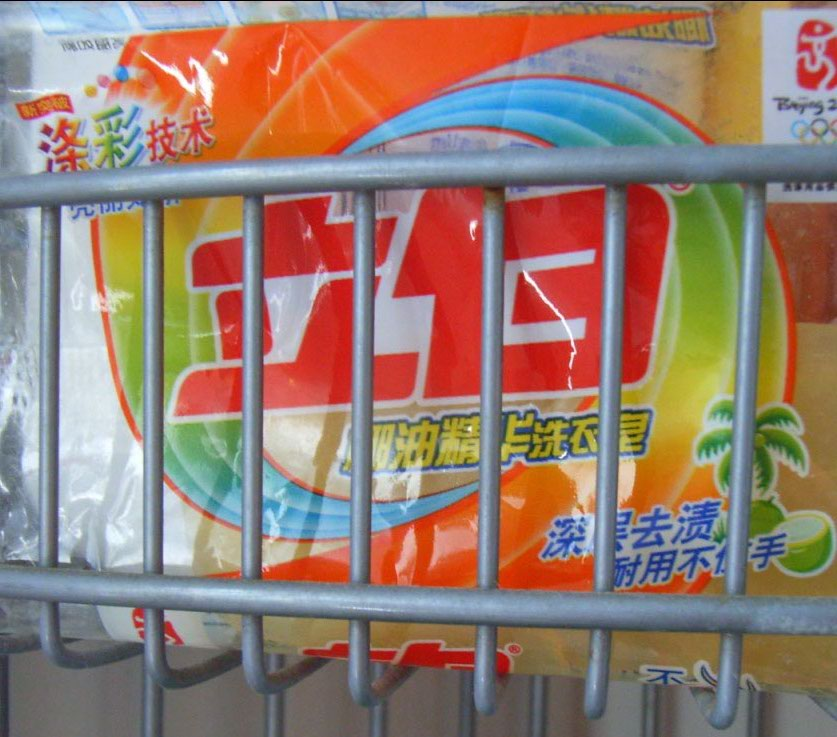
立白洗衣肥皂

- 好爸爸（英语：Kispa (detergent)） （主打洗衣液、洗潔精，2008年至2014年曾用名去渍霸）
- 壹乐源（儿童洗护产品）
- 清怡（洗发水）

广州超威日化旗下
- 超威（殺虫类产品）
- 威王（家庭清洁用品）

天津蓝天集团旗下
- 六必治（口腔护理）
- 蓝天（口腔护理）
- 呵呵宝贝（儿童口腔护理）

## 外部參考
- 廣州立白企業集團有限公司官方網 （页面存档备份，存于）
- 中國廠商網: 廣州立白企業 （页面存档备份，存于）